# Fieseler Fi 156 Storch

Fiesler Fi 156 Storch

Fieseler Fi 156 Storch ([ʃtɔrç], "лелека") також відомий як «Шторьх» — німецький малий літак, що масово будувався і використовувався в Третьому Рейху та союзних з ним країнах в період з 1937 по 1945 роки. Згодом його випуск тривав до кінця 1950-х років, переважно, для приватного ринку авіатехніки. Залишається широко відомим до цього часу.

## Конструкція і початок виробництва
У 1935 році Імперське міністерство авіації Третього Рейху розмістило тендерне замовлення на новий літак для Люфтваффе, здатний виконувати завдання розвідки і рекогносцировки місцевості, а також евакуації поранених, відповідно до потреб військ, виявлених в ході досліджень. Конкурс виграла компанія Fieseler — її пропозиція створення щодо літака за концепцією «короткий зліт і посадка» виявилася найкращою.
Головними творцями літака стали: Герхард Фізелер (нім. Gerhard Fieseler) — керівник проєкту, начальник конструкторського бюро Райнгольд Мевес (нім. Reinhold Mewes), Віктор Маугш (нім. Viktor Maugsch), Герман Вінтер (нім. Herman Winter) і технічний директор компанії Еріх Бахем (нім. Erich Bachem), за аеродинаміку відповідав доктор Зігурд Хернер (нім. Sigurd Hoerner). Розробники запропонували конструкцію, що забезпечувала можливість практично вертикального зльоту при сильному фронтальному вітрі. При стоянці крила літака складалися назад уздовж фюзеляжу. Пружинні ресори поглинали близько 45 см амплітуди при посадці. Літак міг сісти практично будь-де — злітно-посадкової смуги довжиною всього 60 метрів виявлялося достатньо, а при посадці із зустрічним вітром пробіг був ще коротшим. При транспортуванні літак можна було перевозити складеним в кузові вантажівки або навіть повільно буксирувати. Через характеристики зльоту-посадки літак отримав назву «Лелека» (нім. «Storch»).

## Модифікації
- Fi 156 — прототипи з номерами Versuchs. Першим піднявся в повітря навесні 1936 року прототип V1 оснащений 180 КВт перевернутим V-подібним двигуном Argus As 10C V8 повітряного охолодження (потужністю в 240 к.с.), що дозволяв літаку розвивати максимальну швидкість 175 км/год, при мінімальній швидкості до 50 км/год і приземленні при 18 метрах пробігу. Згодом були розроблені вдосконалені моделі — V2 і V3, варіант обладнаний лижами V4 і останній — V5.
- Fi 156A-0 — модель на стадії випробувань, в масове виробництво запущена не була.
- Fi 156A-1 — перша модифікація літаків для серійного виробництва. Замовлення на модель в кількості 16 одиниць надійшло від Люфтваффе, перший ексемпляр надійшов на озброєння в середині 1937 року.
- Fi 156B — варіант зі зміненою конструкцією висувного предкрилка та зі значним числом інших незначних удосконалень. Зміни дозволили моделі розвивати швидкість 208 км/год.
- Fi 156C — варіант моделі з подальшим підрозділом на:
  - C-1 — тримісний варіант (на озброєнні з 1939 року). Замінений в 1941 році на C-3.
  - C-2 — двомісний спостережно-розвідувальний варіант з кулеметом MG-15, розміщеним ззаду (на озброєнні з 1939 року).
  - C-3 — варіант, що був випущений на заміну двом попереднім. Універсальна модель, яка поєднує переваги Fi 156С-1 і Fi 156С-2.
  - C-5 — варіант Fi 156C-3 з розміщеним знизу днища відкидним паливним баком. Деякі екземпляри були оснащені лижами для використання на снігу.
  - C-3/Trop — варіант Fi 156C-5 з повітряними фільтрами двигуна для використання в умовах тропічного клімату.
- Fi 156D — модель для евакуації поранених на базі Fi 156C з двигуном Argus AsP, поліпшеною компоновкою для розміщення одних носилок і зs збільшеним вантажним люком. Перші екземпляри мали постфікси D-0, після доопрацювання запущений у виробництво з постфіксом D-1.
- Fi 156E — десять дослідних варіантів з оснащенням гусеничними шасі.

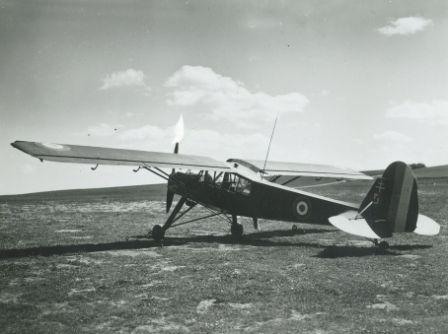
Французька модель Fi 156. 1950 рік

- Fi 256 — п'ятимістна цивільна версія моделі, що вироблялася на заводі Morane-Saulnier у Франції.
- Morane-Saulnier MS-500 Criquet — модель повоєнного французького виробництва з двигуном Argus потужністю 240 к.с.
  - Morane-Saulnier MS-501 Criquet — варіант з 233-сильним двигуном Renault 6Q.
  - Morane-Saulnier MS-502 Criquet — MS-500 з двигуном Argus, заміненим зіркоподібним безкомпресорним двигуном Salmson 9ab потужністю 230 к.с.
  - Morane-Saulnier MS-504 Criquet — варіант MS-500 з 304 к.с. двигуном Jacobs R-755-A2.
  - Morane-Saulnier MS-505 Criquet — MS-500 з двигуном Argus, заміненим 304-сильним зіркоподібним безкомпресорним двигуном Jacobs R-755-A2.
  - Morane-Saulnier MS-506 Criquet — варіант з 235 к.с. двигуном Lycoming.
- Mráz K-65 Čáp — модель чехословацького повоєнного виробництва.
- Антонов OKA-38 «Аіст» — радянська довоєнна переробка «Шторьха» з двигунами Renault MV-6, подовженим фюзеляжем і видозміненим крилом. Після захоплення заводу-виробника німецькими військами в 1941 році випуск був продовжений.

## Країни-оператори
- Болгарія

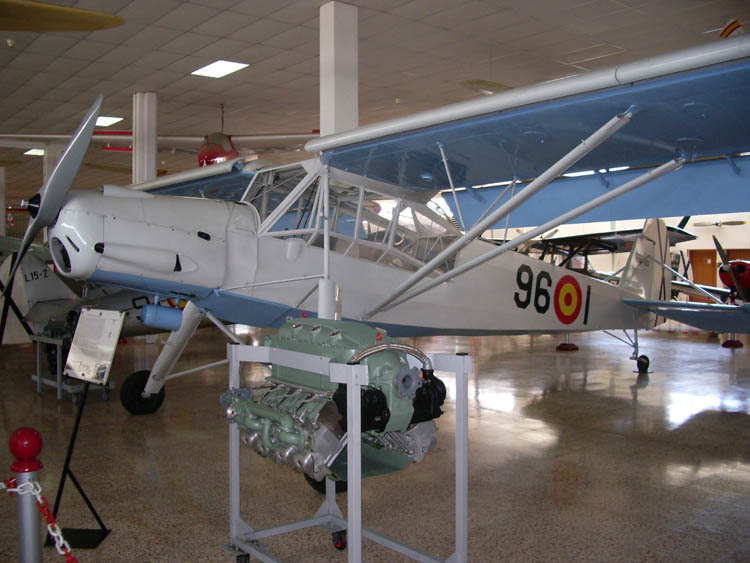
Fi 156 з двигуном Argus As 10 ВПС Іспанії

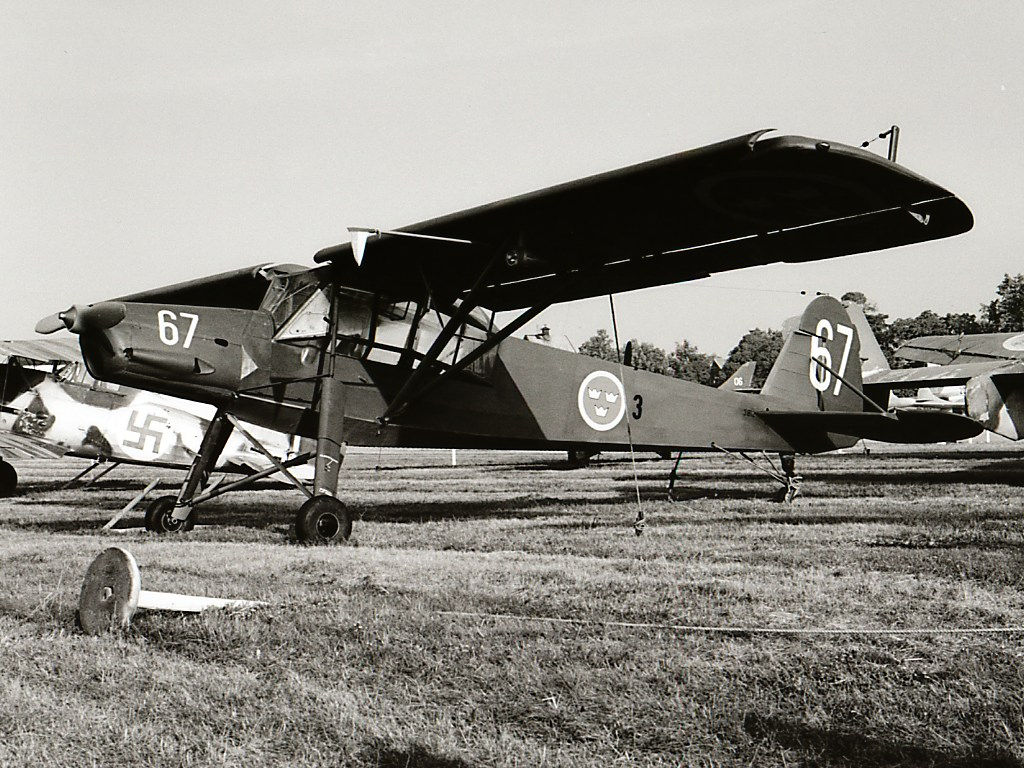
S14 (Fi 156) ВПС Швеції

- Камбоджа (в післявоєнний період)
- Хорватія
- Чехословаччина (в післявоєнний період)
- Фінляндія — два літаки Fi-156 до початку радянсько-фінської війни 1939—1940 років[3]
- Франція (в післявоєнний період)
- Третій Рейх
- Греція (в післявоєнний період)
- Угорщина
- Італія
- Лаос (в післявоєнний період)
- Норвегія (в післявоєнний період)
- Польща (в післявоєнний період)
- Румунія
- Словаччина
- Південний В'єтнам (в післявоєнний період)
- СРСР
- Іспанія
- Швеція
- Швейцарія
- Велика Британія
- Югославія